# Стюарт, Глория
Глория Стюарт (англ. Gloria Stuart; урождённая Глория Фрэнсис Стьюарт (англ. Gloria Frances Stewart); 4 июля 1910, Санта-Моника, Калифорния — 26 сентября 2010, Беверли-Хиллз, Калифорния) — американская актриса, наиболее известная благодаря ролям Флоры Кренли в фильме «Человек-невидимка» (1933) и состарившейся Розы в фильме-катастрофе «Титаник» (1997). За последнюю роль она была номинирована на премии «Золотой глобус» и «Оскар», став самой пожилой актрисой, номинированной на награду Американской киноакадемии.

## Биография
Глория Фрэнсис Стьюарт родилась в Санта-Монике, штат Калифорнии, в 1910 году в семье Элис Воган Дейдрик Стюарт, дальней родственницы Джесси Джеймса, и адвоката Фрэнка Стюарта, который погиб спустя девять лет после её рождения. Воспитание Глории и её младшего брата оказалась для Элис Стюарт тяжёлой ношей, и вскоре она вышла замуж за Фреда Финча, успешного коневода и владельца похоронного бюро. Отец Глории имел британские корни и носил шотландскую королевскую фамилию, однако Глория, начав актёрскую карьеру изменила написание Стьюарт на Стюарт, посчитав, что второй вариант будет лучше смотреться на афишах.
После колледжа Стюарт работала в театре «Пасадена», а в 1932 году подписала контракт с Universal Studios. В том же году она стала одной из тринадцати девушек в списке WAMPAS Baby Stars. Режиссёр Джеймс Вейл сразу заметил очаровательную блондинку, и она тут же стала его фавориткой. Стюарт снялась в его фильмах «Старый тёмный дом» (1932), «Человек-невидимка» (1933) и «Поцелуй перед зеркалом» (1933). В 1933 году Стюарт стала одним из организаторов Актёрской гильдии.
Но её карьера в Universal Studios развивалась медленными темпами, и Стюарт перешла на студию 20th Century Fox. К концу 1930-х годов она снялась уже более чем в сорока фильмах, включая «Скандал в Риме» (1933) и «Ребекка с фермы Саннибрук» (1938).
В 1934 году актриса вышла замуж за сценариста Артура Шикмана. В 1935 году у них родилась дочь Сильвия. В годы Второй мировой войны Стюарт почти не снималась. Она устроилась на работу в магазине Décor Ltd., где продавала мебель, а в 1946 году и вовсе заявила, что устала от кино. Она давала резкие отказы на все предложения о съёмках и в конце концов её оставили в покое.
В 1954 году, живя в Рапалло на итальянской Ривьере, она увлеклась живописью. Первый показ её работ состоялся в престижной галерее Hammer в Нью-Йорке, и вскоре её произведения выставлялись уже повсюду в Европе и США. Стюарт также выпускала маленькими тиражами книги, используя ручной типографский станок и сделанную вручную бумагу, шрифты и иллюстрации. Среди её работ есть и книга Робинсона Джефферса «Наваждение в доме на холме» (Inspiration at Tor House), которая выставлена в лос-анджелесском музее Гетти.
В 1975 году, после тридцатилетнего перерыва, Стюарт возродила актёрскую карьеру, появившись в телевизионном фильме «Легенда о Лиззи Борден», и в течение следующих нескольких лет регулярно снималась в различных телевизионных проектах. Её возвращение на большой экран состоялось в 1982 году в фильме «Мой лучший год» с Питером О’Тулом в главной роли.
Большой популярности Глория Стюарт достигла уже в возрасте 87 лет, сыграв роль 100-летней Розы Дьюитт в фильме «Титаник». Когда Джеймс Кэмерон попросил Стюарт прочесть фрагмент роли Роуз без макияжа, она сказала: «Да для него я и голой прочту!» За эту роль актриса была номинирована на «Оскар» и «Золотой глобус», а также удостоена Премии Гильдии киноактёров США и премии «Сатурн». В том же году журнал People внёс Стюарт в список «50 самых привлекательных людей мира».
В 1999 году была опубликована автобиография актрисы «Я только продолжаю надеяться», а в 2000 году актриса была удостоена звезды на голливудской «Аллее славы». В 2001 году Стюарт появилась в эпизодической роли в телефильме по мотивам сериала «Она написала убийство», а также сыграла небольшую роль в драме «Отель „Миллион долларов“». В последний раз на большом экране она появилась в 2004 году в фильме Вима Вендерса «Земля изобилия». В последние годы актриса уже не снималась и только давала редкие интервью для документальных фильмов.
«Я прекратила сниматься в 1939 году, потому что ненавидела свои роли — девушка-детектив, девушка-репортёр, подруга Ширли Темпл»
В 2005 году у актрисы обнаружили рак лёгкого, но, несмотря на это, она старалась не обращать большого внимания на тяжёлый недуг. 21 июня 2010 года в преддверии столетнего юбилея Глория Стюарт получила специальный приз Гильдии киноактёров США за «безграничную преданность кинематографу». 4 июля того же года актриса отметила столетний юбилей в художественной галерее «ACE» в Беверли-Хиллз. Среди гостей присутствовали Джеймс Кэмерон с супругой Сьюзи Эмис, Фрэнсис Фишер, Ширли Маклейн и Том Арнольд.
Глория Стюарт скончалась от дыхательной недостаточности 26 сентября 2010 года в своём доме в городе Брентвуд, штат Калифорния. Её вклад в киноиндустрию США отмечен звездой на Голливудской аллее славы.

## Избранная фильмография
| Год       |   | Русское название                     | Оригинальное название    | Роль                |
| --------- | - | ------------------------------------ | ------------------------ | ------------------- |
| 1932      | ф | Старый тёмный дом                    | Old Dark House           | Маргарет Уэйвертон  |
| 1933      | ф | Человек-невидимка                    | Invisible Man            | Флора Кренли        |
| 1933      | ф | Скандал в Риме                       | Roman Scandals           | принцесса Сильвия   |
| 1935      | ф | Золотоискатели 1935-го (фильм, 1935) | Gold Diggers of 1935     | Энн Прэнтис         |
| 1936      | ф | Узник острова акул                   | Prisoner of Shark Island | миссис Пегги Мадд   |
| 1939      | ф | Три мушкетера                        | Three Musketeers         | королева Анна       |
| 1944      | ф | Свистун                              | The Whistler             | Элис Уокер          |
| 1975      | с | Уолтоны                              | Waltons                  | продавщица          |
| 1982      | ф | Мой лучший год                       | My Favorite Year         | миссис Хорн         |
| 1986      | ф | Дикие коты                           | Wildcats                 | миссис Конноли      |
| 1987      | с | Она написала убийство                | Murder, She Wrote        | Эдна Джарвис        |
| 1997      | ф | Титаник                              | Titanic                  | пожилая Роза Доусон |
| 2000      | ф | Отель «Миллион долларов»             | Million Dollar Hotel     | Джессика            |
| 2001      | с | Человек-невидимка                    | Invisible Man            | Мэделин Фоукс       |
| 2001      | с | Прикосновение ангела                 | Touched by an Angel      | бабуля              |
| 2002—2003 | с | Главный госпиталь                    | General Hospital         | Кэтрин Флинн        |
| 2004      | ф | Земля изобилия                       | Land of Plenty           | пожилая леди        |